# Puya minima
Puya minima là một loài thực vật có hoa trong họ Bromeliaceae. Loài này được L.B.Sm. miêu tả khoa học đầu tiên năm 1961. Chúng là loài đặc hữu của Bolivia.